# JazzWoman
JazzWoman, de son vrai nom Carmen Aguado (née en 1996 à Aldaia, Pays valencien), est une chanteuse et rappeuse espagnole.

## Biographie

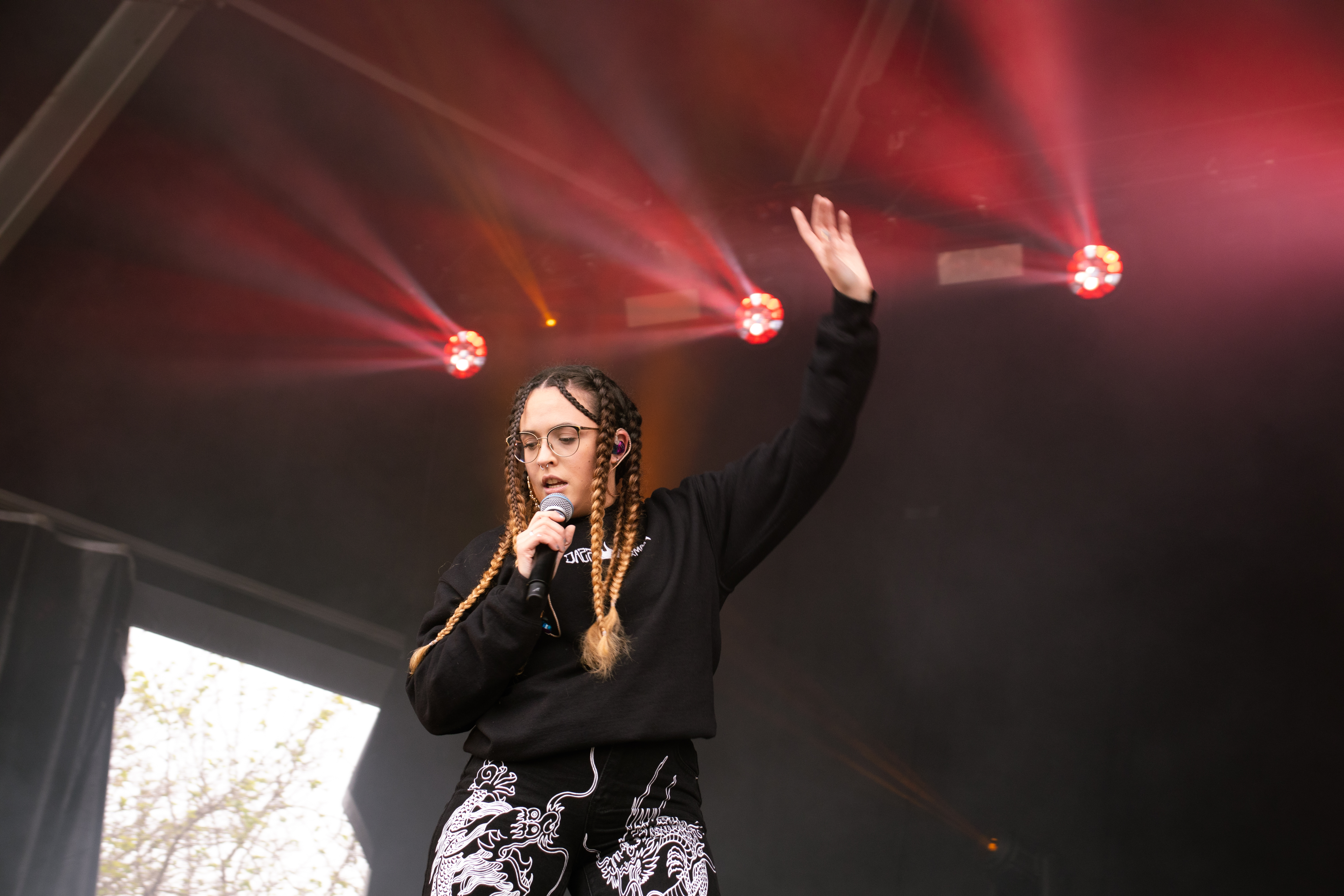
JazzWoman sur Telecogresca en 2021.

Enfant, Carmen Aguado étudie au conservatoire, où elle apprend le saxophone et le piano. Elle commence à fréquenter des concerts de jazz clandestins, avant de rejoindre un groupe de reggae, pour finalement se tourner vers le hip-hop, un style dans lequel elle se sent plus libre. Elle combine sa carrière solo avec d'autres projets. Ainsi, elle est membre du collectif Periferia Norte et, avec trois autres rappeurs, et est ancienne membre du groupe Machete en Boca,.
En 2020, il sort Maléfica, un album qui mélange plusieurs genres et styles, comme le rap, la trap, la salsa, le merengue et la bachata, mais qui a un discours unique, celui de la dénonciation sociale. Ses paroles, en valencien et en espagnol, condamnent toute situation injuste et défendent l'autonomisation des femmes. L'un des morceaux, Tu i el teu melic, dénonce le harcèlement et compte parmi ses collaborations le groupe Auxili
Cet album reçoit le prix Enderrock 2021 de la « meilleure œuvre de musique urbaine ». En 2022, il sort son deuxième album, Atlantis, où il explore d'autres sonorités musicales comme le disco-dance ou la pop mainstream. Il présente des collaborations avec des groupes tels que Elane, MCKEA, Pep Gimeno « Botifarra », Nativa, Lildami, Hugo X, AGS, Nicky Shardlow et Awakate.

## Discographie
- 2018 : Bagheera (Periferia Norte)
- 2018 : Maléfica (Propaganda Pel Fet!)
- 2022 : Atlantis (Propaganda Pel Fet!)